# یوژف توت
یوژف توت (مجاری: József Tóth; ۲ دسامبر ۱۹۵۱ – ۱۱ اوت ۲۰۲۲) بازیکن و مربی فوتبال اهل مجارستان بود.
از باشگاه‌هایی که در آن بازی کرده‌است می‌توان به باشگاه فوتبال اویپشت و باشگاه فوتبال ام‌تی‌کی بوداپست اشاره کرد.
وی همچنین در تیم ملی فوتبال مجارستان بازی کرده‌است.